# NGC 439
NGC 439 là một thiên hà dạng hạt đậu loại SAB0 ^ - (rs)? nằm trong chòm sao Ngọc Phu. Nó được phát hiện vào ngày 27 tháng 9 năm 1834 bởi John Herschel. Nó được Dreyer mô tả là "khá sáng, nhỏ, tròn, dần sáng hơn ở giữa".